# CBLT-DT
CBLT-DT est une station de télévision ontarienne publique de langue anglaise située à Toronto appartenant à la Société Radio-Canada et est à la tête du réseau CBC. Ses studios sont situés au Canadian Broadcasting Centre et diffuse de la Tour CN.
Elle est la première station en Ontario et la deuxième station canadienne (la première étant CBFT Montréal).

## Histoire
CBLT est inaugurée le 8 septembre 1952 au canal 9, deux jours après le lancement de CBFT Radio-Canada Montréal, à partir de ses studios sur Jarvis Street (en) à Toronto et de sa tour de transmission sur la même rue. À cette époque, la télévision était déjà disponible depuis 1948 via WBEN-TV (en), affiliée au réseau CBS à Buffalo, faciliant la vente d'appareils de télévision au Canada.
Au mois de janvier 1953, un lien micro-onde entre Buffalo et Toronto est disponible, permettant la retransmission en direct d'émissions américaines. Le 14 mai 1953, les stations de Montréal et Ottawa sont les premières reliés au réseau micro-onde Trans-Canada. En 1956, CBLT passe au canal 6 afin d'augmenter sa puissance de 25 kW à 100 kW, permettant aussi d'accommoder la deuxième station privée du marché de Toronto, qui a été éventuellement attribué à CFTO en 1960. Puis déplacement au canal 5 en 1972, permettant à deux nouvelles stations d'utiliser la fréquence.
Une nouvelle station francophone, CBLFT Radio-Canada, a été lancée le 23 mars 1973.
Lorsque la Tour CN a été complété en 1976, l'antenne principale a été déménagée au sommet dès le 31 mai 1976.
La Société Radio-Canada déménage dans le Canadian Broadcasting Centre sur la rue Front en 1992.

## Nouvelles
CBLT produit un bulletin de nouvelles tous les jours de 17 h à 18 h 30.

## Antennes, Télévision numérique terrestre et haute définition
En octobre 2002, quatre stations privées au nord-est ontarien, CHNB-TV (en) (North Bay), CKNC-TV (en) (Sudbury), CFCL-TV (en) (Timmins) et CJIC-TV (en) (Sault Ste. Marie) ont été fermés, leur émetteur respectif converti en rediffuseur de CBLT.
CBLT Toronto a commencé à diffuser en mode numérique le 5 mars 2005 au canal 20.
Lors de l'arrêt de la télévision analogique et la conversion au numérique qui a eu lieu le 1er septembre 2011, CBLT a mis fin à la diffusion en mode analogique du canal 5 à minuit. Ses ré-émetteurs ont continué de diffuser en mode analogique.
Les marchés de London et Kitchener-Waterloo (servis par le ré-émetteur de Paris) étaient identifiés comme étant à conversion obligatoire par le CRTC, mais le plan de la Société Radio-Canada était de convertir que les stations d'origine, signifiant que ces ré-émetteurs allait être mis hors service. Le CRTC a autorisé une extension à la Société le 16 août 2011 de continuer à diffuser en mode analogique pour une période d'un an. Le ré-émetteur de Chatham-Kent au canal 55 a été conservé mais a subi une baisse de puissance.
En avril 2012, à la suite des compressions budgétaires, CBC a annoncé la fermeture de tous les émetteurs analogiques dès le 31 juillet 2012. L'émetteur numérique de Toronto reste en fonction.